# Autoped

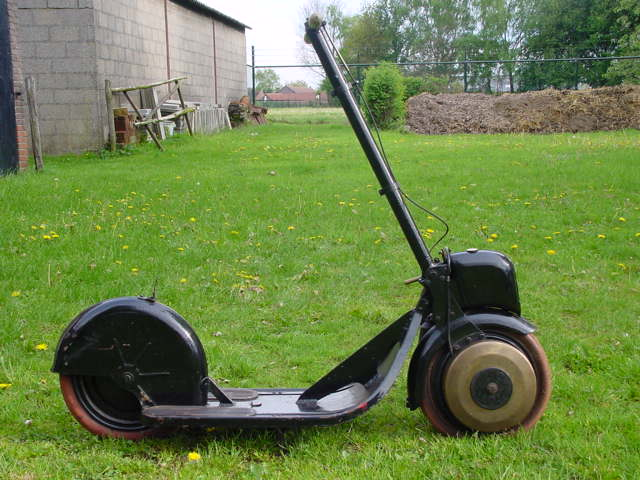
Autoped Ever Ready 155 cc 1919

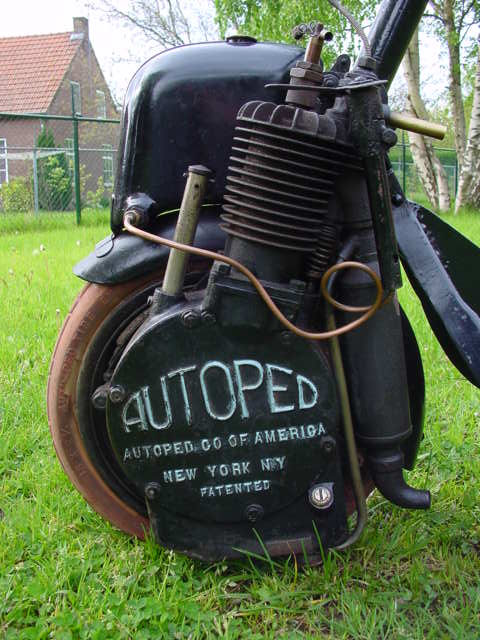
Motor van een Autoped Ever Ready

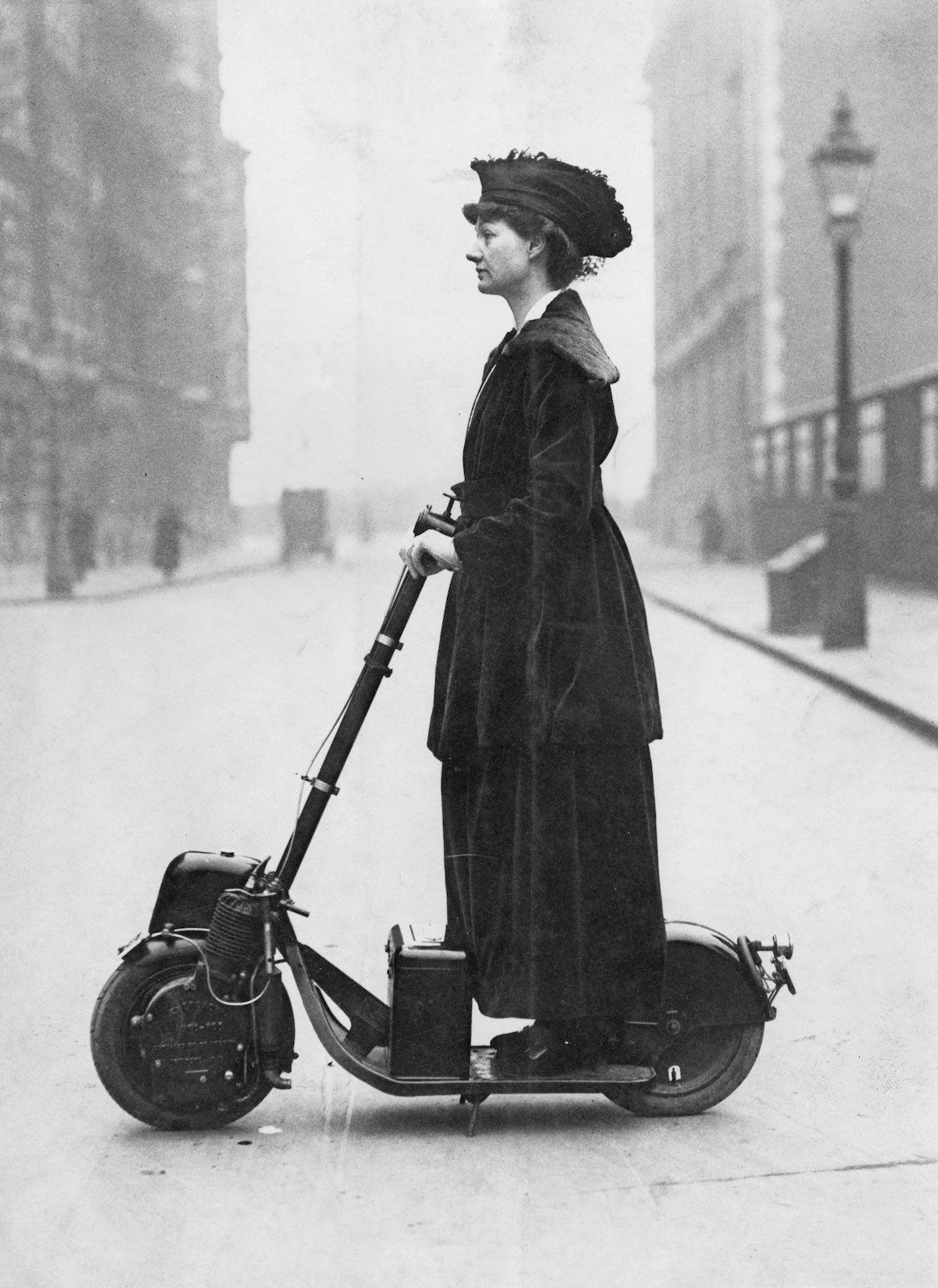
De Britse suffragette Priscilla Norman in 1916 op haar Autoped, een verjaardagscadeau van haar echtgenoot. Sir Henry Norman.

Autoped is een historisch Amerikaans merk gemotoriseerde steps.
De bedrijfsnaam was: The Autoped Company of America, New York
Dit bedrijf maakte waarschijnlijk vanaf 1910 al gemotoriseerde steps met een 155cc-eencilindermotor. Die motor was naast het voorwiel gebouwd, waardoor het gros van het drooggewicht (34,5 kg) op dat voorwiel rustte, terwijl het achterwiel slechts 9 kg op de weegschaal bracht. Dit werd gecompenseerd door een ver naar achter reikend stuur en twee voetborden die gedeeltelijk naast het achterwiel stonden. Daardoor was de bestuurder gedwongen ver naar achteren te staan en werd de druk op het achterwiel weer groter. De motor leverde 2 pk waardoor de topsnelheid niet minder dan 56 km/h bedroeg. De bediening was zeer eenvoudig: door de gasmanette naar voren te bewegen trad de koppeling in werking en werd er gas gegeven, door de manette naar achteren te bewegen nam het motortoerental af, werd er ontkoppeld én geremd. In 1917 zorgde de Autoped voor een kleine sensatie in Parijs, toen een model werd getoond aan Franse acteurs en andere publieke figuren, maar verkoop in Europa was onmogelijk tot na de Eerste Wereldoorlog. Een oplossing werd gevonden door de autoped in Europa in licentie te laten bouwen. Dat gebeurde in het Verenigd Koninkrijk bij Imperial Motor Industries in Londen, in Duitsland bij Krupp en in in Tsjecho-Slowakije bij CAS. Dit laatste bedrijf verbeterde de Autoped: de motor kwam tussen de voetborden te liggen (en dreef dus waarschijnlijk het achterwiel aan) en er werd een zadel toegevoegd.
Waarschijnlijk kregen latere Amerikaanse modellen een 162cc-viertaktmotor. Over het einde van de productie zijn de bronnen het niet eens. Sommige houden het op 1921, andere op 1923.

## Trivia
- De term "autoped" wordt in Nederland ook gebruikt voor een ongemotoriseerde step op luchtbanden.
- Na de Eerste Wereldoorlog werden er vele Autoped-achtige voertuigen door andere merken geproduceerd en ze kregen in het Engels de naam "scooter". Met deze naam werd dus een heel ander soort voertuig bedoeld dan scooters van na de Tweede Wereldoorlog, met een of twee zitplaatsen.